# Arnaud Chéritat
Arnaud Chéritat (nacido el 7 de junio de 1975) es un matemático francés que trabaja como director de investigación en el Instituto de Matemáticas de Toulouse.  Su investigación se centra en la dinámica compleja y la forma de los conjuntos de Julia. 
Chéritat obtuvo una licenciatura en matemáticas en 1995 de la École Normale Supérieure, un diplôme d'études approfondies en matemáticas puras en 1996 de la Universidad de París-Sud y una maestría en matemáticas puras y aplicadas e informática en 1998 de la École Normale Supérieure.  Defendió su tesis doctoral en 2001 en la Universidad de París-Sud, bajo la dirección de Adrien Douady,  y completó su habilitación en 2008 en la Universidad de Toulouse. Trabajó como maestro de conferencias en la Universidad de Toulouse desde 2002 hasta 2007, cuando se trasladó al Instituto de Matemáticas de Toulouse.
En 2006, Chéritat ganó el Premio Leconte de la Academia Francesa de Ciencias.Fue ponente invitado en el Congreso Internacional de Matemáticos en 2010.  En 2012, se convirtió en uno de los miembros inaugurales de la Sociedad Matemática Americana.

## Publicaciones seleccionadas
- with Artur Avila and Xavier Buff: Avila, Artur; Buff, Xavier; Chéritat, Arnaud (2004). «Siegel disks with smooth boundaries». Acta Mathematica 193 (1): 1-30. doi:10.1007/BF02392549."Siegel disks with smooth boundaries". Acta Mathematica. 193 (1): 1–30. doi:10.1007/BF02392549.
- with Xavier Buff: Buff, Xavier; Chéritat, Arnaud (2004). «Upper bound for the size of quadratic Siegel disks». Inventiones Mathematicae 156 (1): 1-24. Bibcode:2004InMat.156....1B. doi:10.1007/s00222-003-0331-6."Upper bound for the size of quadratic Siegel disks". Inventiones Mathematicae. 156 (1): 1–24. Bibcode:2004InMat.156....1B. CiteSeerX 10.1.1.539.6535. doi:10.1007/s00222-003-0331-6. S2CID 41612832.
- with Xavier Buff: Buff, Xavier; Chéritat, Arnaud (2006). «The Brjuno function continuously estimates the size of quadratic Siegel disks». Annals of Mathematics 164 (1): 265-312. arXiv:math/0401044. doi:10.4007/annals.2006.164.265."The Brjuno function continuously estimates the size of quadratic Siegel disks". Annals of Mathematics. 164 (1): 265–312. arXiv:math/0401044. doi:10.4007/annals.2006.164.265. JSTOR 20159990. S2CID 55781012.